# 清水三男
清水 三男（しみず みつお、1909年12月20日 - 1947年1月27日）は、日本の歴史学者。専門は日本中世史。山部好吉のペンネームによる論文もある。

## 来歴
京都市下京区生まれ。京都府立第一中学校（現：京都府立洛北高等学校・附属中学校）を経て、1928年第三高等学校を卒業し、京都帝国大学に入学。同期に赤松俊秀らがいる。義兄でもあった中村直勝の影響と、指導教官三浦周行の指導で荘園研究を行った。卒業論文「封建制度の成立に関する一考察」をまとめ、1931年京都帝国大学文学部卒業する。同年、大学院に進学し、西田直二郎の指導を受ける。唯物史観の立場に立って中世封建社会成立についての研究を進めた。
1931年10月から1934年3月まで、叡山学院で神道史の講師を務めた後、1935年、和歌山県立和歌山商業学校教員となる。1938年3月に京都人民戦線事件に関係したとされて治安維持法違反により逮捕。翌年、懲役2年執行猶予3年の有罪判決を受けて、保護観察となって釈放されると、牧健二に雇われて日本古法制書目調査の助手となる。その一方で、中世村落史の研究に従事し、1942年に『日本中世の村落』を上梓した。同書は国民学術協会の理事を務めていた柳田国男の推薦により、1944年に昭和19年度国民学術協会賞を受賞する。1943年に陸軍に応召、幌筵島に赴く。敗戦後シベリア抑留。1947年1月27日、抑留先のスーチャン捕虜収容所で急性肺炎のため死去したと伝えられる。
抑留中も、帰国後の研究活動を期待され、1945年創立の日本史研究会の創立委員の一員に名を連ねたり、京都帝国大学では帰国後に非常勤講師となる予定もあったという。
没後、『清水三男著作集』全3巻が刊行されている。著書『日本中世の村落』は戦後歴史学の金字塔である石母田正の『中世的世界の形成』で唯一言及されている研究であり、東京の石母田に並ぶ中世史家であった。

## 著書
- 『日本中世の村落』日本評論社、1942年 NDLJP:1439426
- 『ぼくらの歴史教室』大雅堂、1942年 NDLJP:1169256
- 『上代の土地関係』伊藤書店、1943年 NDLJP:1066042
- 『素描祖国の歴史』星野書店、1943年
- 『海南島民族誌』（訳書、Stübel Hans著）畝傍書房、1943年
- 『中世荘園の基礎構造』高桐書院、1949年 NDLJP:1061910
- 『清水三男著作集』校倉書房、1974-1975年

第1巻「上代の土地関係」・第2巻「日本の中世村落」・第3巻「中世荘園の基礎構造」